# Sztuczne oddychanie

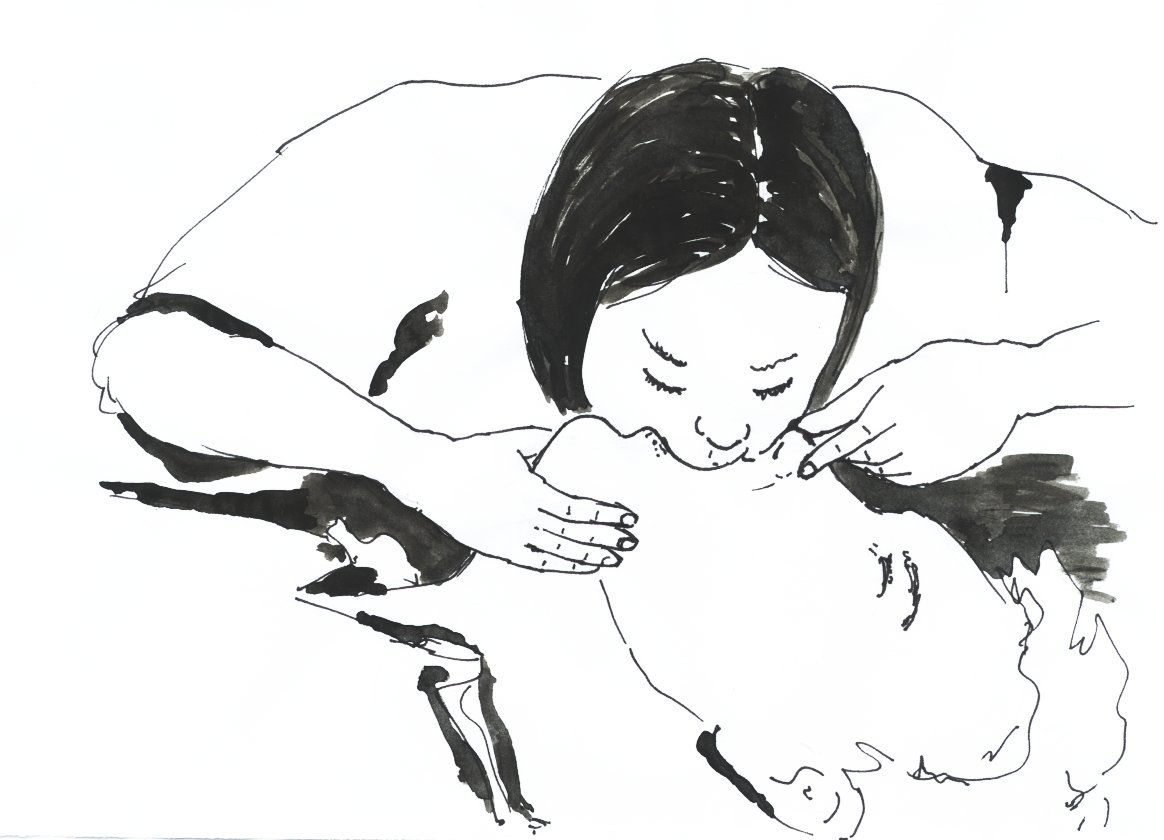
Metoda usta-usta

Sztuczne oddychanie – technika pierwszej pomocy polegająca na dostarczaniu powietrza do płuc osoby, która samodzielnie nie oddycha –  stosowana przy resuscytacji krążeniowo-oddechowej. Jeśli nie pojawia się samoistne oddychanie, czynności ratujące należy wykonywać do momentu przekazania pacjenta wykwalifikowanemu personelowi medycznemu lub do wyczerpania własnych możliwości.

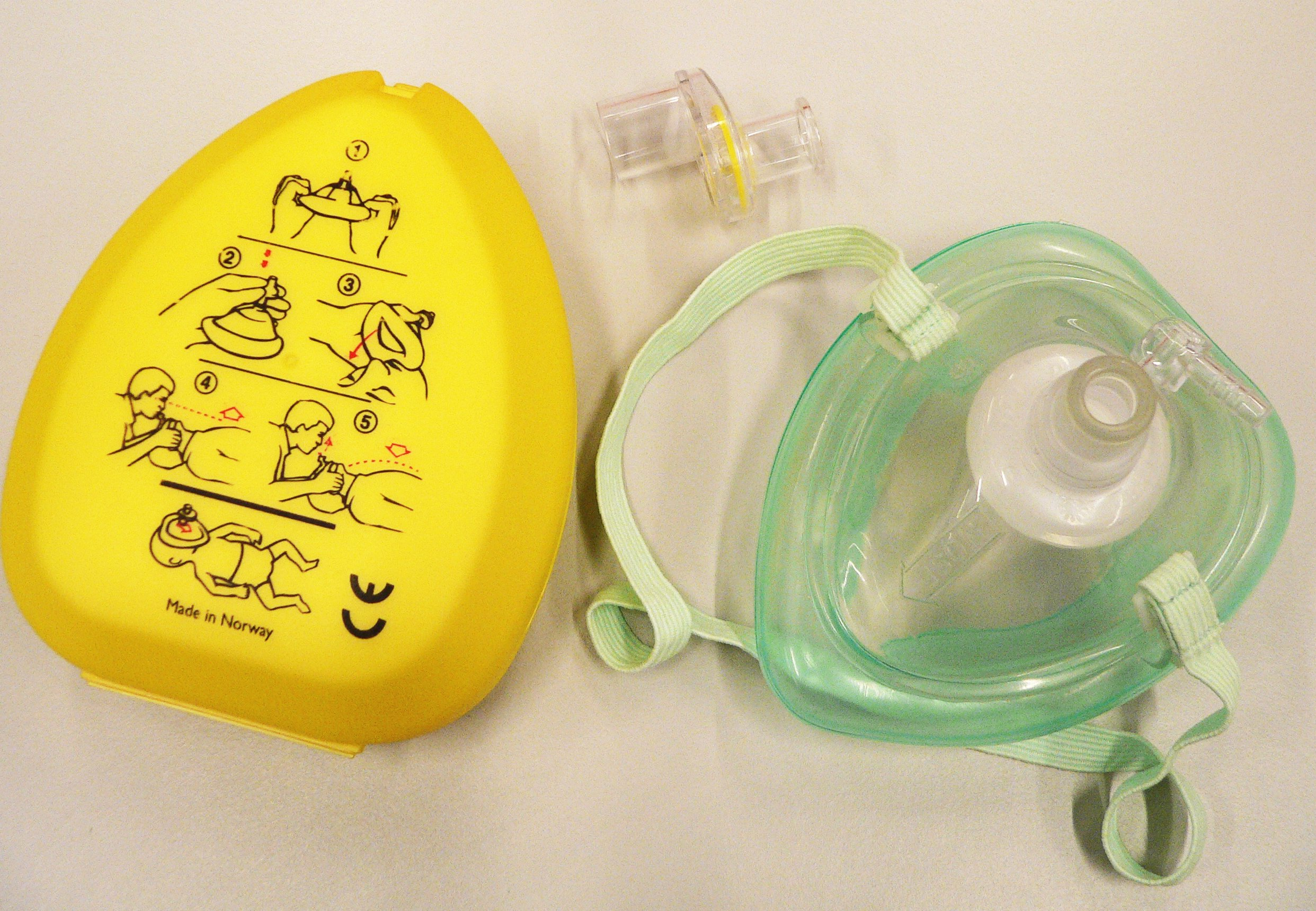
Maska twarzowa stanowi skuteczną ochronę podczas sztucznego oddychania

## Metody bezpośrednie
Pozwalają na wprowadzenie do 1500 ml powietrza do płuc poszkodowanego przy każdym oddechu. Umożliwiają stałą kontrolę skuteczności wykonywanych działań i są niezbyt męczące dla ratownika.
Wskutek licznych głębokich wdechów u ratownika mogą wystąpić zawroty głowy spowodowane nadmiarem tlenu i brakiem dwutlenku węgla we krwi, czyli hiperwentylacją. Należy wówczas przerwać sztuczne oddychanie, zrobić głęboki wydech i nie oddychać przez 15 sekund. Po ustąpieniu objawów można kontynuować sztuczne oddychanie.

### Metoda usta–nos
Jest to najskuteczniejsza metoda wentylacji. Zapewnia lepsze uszczelnienie, zmniejsza ryzyko rozdęcia żołądka i wywołania wymiotów.
Postępowanie:
Odchyl głowę pacjenta, jedną rękę kładąc na jego czole, a drugą pod brodą, jednocześnie zamykając mu usta. Nabierz głęboki wdech, obejmij ustami nos i mocno wdmuchnij powietrze. Pod koniec wdechu otwórz usta pacjenta, aby ułatwić ucieczkę powietrza.

### Metoda usta–usta
Jest to metoda mniej skuteczna niż omówiona powyżej, jednak wygodniejsza i szybsza (trzeba tylko wszystko robić z wyczuciem).
Postępowanie:
Odchyl głowę pacjenta do tyłu, jedną rękę kładąc na jego czole, a drugą chwytając żuchwę.
Nabierz głęboki wdech, obejmij szczelnie ustami usta pacjenta (u dzieci usta i nos). Wdmuchuj powietrze tak, jakbyś sam oddychał, trzymając jednocześnie kciukiem i palcem wskazującym zatkany nos pacjenta.
Pod koniec wdechu uwolnij usta pacjenta. Słuchaj, czy powietrze ucieka, i obserwuj ruchy klatki piersiowej poszkodowanego.
O prawidłowo prowadzonej wentylacji świadczą ruchy klatki piersiowej. Jeśli klatka piersiowa się nie porusza, a rozdęciu ulega okolica brzucha, oznacza to, że powietrze zamiast do płuc dostaje się do żołądka. Grozi to wywołaniem wymiotów. Świadczy to o tym, że najprawdopodobniej głowa nie została dostatecznie odgięta do tyłu i opadający język zatyka drogi oddechowe.

### Metoda usta–nos–usta
Stosowana jest u niemowląt i małych dzieci. Polega na wdmuchiwaniu powietrza jednocześnie przez usta i nos poszkodowanego.

## Metody pośrednie (metody historyczne)
Wykonywane w przypadku uszkodzenia twarzy poszkodowanego. Aktualnie nie są dopuszczone do stosowania.

### Metoda Silvestra Broscha
Metodę Silvestra Broscha należy stosować, jeżeli poszkodowany ma uszkodzoną twarz i stwierdza się zatrzymanie krążenia. Metoda ta pozwala wprowadzić jednorazowo ok. 270 ml powietrza.
Wystąpienie wymiotów u porażonego stanowi śmiertelne niebezpieczeństwo, gdyż powoduje zalanie treścią wymiotną dróg oddechowych. Przy zastosowaniu tej metody można wykonywać pośredni masaż serca.
Akcja ratownicza:
Porażonego ułożyć na plecach. Pod łopatkami umieścić podkład zrolowany z miękkiego materiału.
Głowa zwisa ku tyłowi. Ratownik na jednym kolanie umieszczonym za głową porażonego. Stopa drugiej nogi dotyka barku. Chwyt za dłonie.
Wdech – wyprostowane ręce poszkodowanego unieść ku górze i odprowadzić poza siebie, aż dłonie dotkną podłoża.
Wydech – ręce poszkodowanego należy przenieść na klatkę piersiową i skrzyżować je na mostku. Wycisnąć powietrze i wykonać cztery uciski masażu serca. Tempo oddychania – 13 razy na minutę (co 5 s oddech).

### Metoda Holgera Nielsena
Ułożyć poszkodowanego na brzuchu tak, aby jego policzek spoczywał na rękach. Ratownik pochyla się i wyprostowanymi rękoma uciska lekko klatkę piersiową na wysokości łopatek (wydech).
Ratownik ujmuje poszkodowanego za ramiona powyżej łokci i przyciąga je ku sobie w górę i do tyłu (wdech).